# واویتسه
واویتسه (به لاتین: Ławice) یک روستا در لهستان است که در گمینا ایواوا واقع شده‌است.